# Hammerbühl (Pegnitz)
Hammerbühl (oberfränkisch: Hommabl) ist ein Gemeindeteil der Stadt Pegnitz im Landkreis Bayreuth (Oberfranken, Bayern). Hammerbühl liegt in der Gemarkung Hainbronn.

## Lage
Das Dorf bildet mit Pegnitz im Norden eine geschlossene Siedlung. Diese liegt rechts der Pegnitz auf dem Arzberg (465 m ü. NHN). Die Ortsstraße „Am Arzberg“ führt zur Staatsstraße 2162 bei Hainbronn (0,6 km östlich) bzw. nach Nemschenreuth (1,1 km westlich).

## Geschichte
Der Ort wurde 1439 als „Hungerspühel“ erstmals schriftlich erwähnt. Zu dieser Zeit gehörte dem Kloster Michelfeld dort ein Gütlein. Anfang des 19. Jahrhunderts waren zwei Halbhöfe dem Kloster lehenbar. Der dem Ortsnamen zugrundeliegende Flurnamen bedeutet Hügel mit wenig ertragreichen Boden. Die Namensänderung zu „Hammerbühl“, 1540 erstmals bezeugt, beruht auf der Errichtung eines Hammerwerks.
Mit dem Gemeindeedikt (frühes 19. Jahrhundert) wurde Hammerbühl dem Steuerdistrikt Hainbronn und der Ruralgemeinde Hainbronn zugewiesen. Am 1. Mai 1978 wurde Hammerbühl im Zuge der Gebietsreform in Bayern nach Pegnitz eingegliedert.